# Tillandsia 'Pink Truffles'
Tillandsia 'Pink Truffles' es un cultivar híbrido del género Tillandsia perteneciente a la familia Bromeliaceae.
Es un híbrido creado con las especies Tillandsia sucrei × desconocido.